# Росоман
 Тази статия е за селото в България.  За селото в Република Македония вижте Росоман (Община Росоман).  
Росоман е село в Западна България. То се намира в Община Божурище, Софийска област.

## География
Село Росоман се намира в планински район. Отстои на 26 km от столицата София и на 13 km от общинския център Божурище.

## История
В селото има стара църква „Света Неделя“, която в е реставрирана. Апостолските икони са изписани от курсистите от курса по православна иконопис при софийския храм „Покров Богородичен“ с ръководител Младенка Ланджева.